# MPLAB
MPLAB(エムピーラブ)は、米マイクロチップ社が提供する、組み込みシステム用統合開発環境ソフトウェアのことである。PICに書き込むプログラムを書いたり、Cコンパイラを統合して書いたプログラムをコンパイルしたり、コンパイルしたファイル(拡張子は「hex」)をマイクロチップ社の「PICSTART Plus」を使ってPICに書き込んだりなどが出来る。開発元から自由にダウンロードして使える、フリーソフトである。

## 構成
まず全体を管理するプロジェクトマネージャーがあり、これにテキストエディタとデバッガがついている。

### 主な内部構成
- エディタ

ソースファイルを書くためのエディタ。
- アセンブラ(MPASM)

書いたソースファイルをアセンブルしてオブジェクトファイルとアセンブルリストを生成する。
- シミュレータ(MPSIM)

プログラムをデバッグするためのシミュレータ。パソコンでPICの動作をシミュレーションする。